# Дзербин, Алессио
Але́ссио Дзе́рбин (итал. Alessio Zerbin; род. 3 марта 1999, Новара, Пьемонт) — итальянский футболист, нападающий клуба «Наполи», выступающий на правах аренды за «Венецию».

## Клубная карьера
Дзербин — воспитанник клубов «Интер», «Новара», «Зуно» и «Годзано». В 2016 году он дебютировал за основной состав последнего. В 2017 году Дзербин подписал контракт с «Наполи». Летом 2018 года для получения игровой практики Алессио на правах аренды перешёл в «Витербезе». 3 ноября в матче против «Риети» он дебютировал в итальянской Серии C. 28 апреля 2019 года в поединке против «Ренде» Алессио забил свой первый гол за «Витербезе». Летом того же года Дзербин был арендован клубом «Чезена». 2 сентября в матче против «Вис Песаро» он дебютировал за новую команду. 16 февраля 2020 года в поединке против «Имолезе» Алессио сделал «дубль», забив свои первый голы за «Чезену».
Летом 2020 года Дзербин на правах аренды перешёл в «Про Верчелли». 27 сентября в матче против «Новары» он дебютировал за новый клуб. 17 октября в поединке против «Гроссето» Алессио забил свой первый гол за «Про Верчелли».
Летом 2021 года Дзербин был арендован «Фрозиноне». 20 августа в матче против «Пармы» он дебютировал в итальянской Серии B. В этом же поединке Алессио забил свой первый гол за «Фрозиноне».

## Международная карьера
7 июня 2022 года в матче Лиги наций против сборной Венгрии Дзербин дебютировал за сборную Италии.

## Статистика
| Выступление      | Выступление      | Выступление      | Чемпионат | Чемпионат | Кубки | Кубки | Континент. | Континент. | Итого | Итого |
| Клуб             | Лига             | Сезон            | Игры      | Голы      | Игры  | Голы  | Игры       | Голы       | Игры  | Голы  |
| ---------------- | ---------------- | ---------------- | --------- | --------- | ----- | ----- | ---------- | ---------- | ----- | ----- |
| Наполи           | Серия А          | 2017/18          | 0         | 0         | 0     | 0     | 0          | 0          | 0     | 0     |
| → Витербезе      | Серия C          | 2018/19          | 22        | 1         | 3     | 1     | —          | —          | 25    | 2     |
| → Витербезе      | Итого            | Итого            | 22        | 1         | 3     | 1     | —          | —          | 25    | 2     |
| → Чезена         | Серия C          | 2019/20          | 21        | 2         | 0     | 0     | —          | —          | 21    | 2     |
| → Чезена         | Итого            | Итого            | 21        | 2         | 0     | 0     | —          | —          | 21    | 2     |
| → Про Верчелли   | Серия C          | 2020/21          | 36        | 5         | 0     | 0     | —          | —          | 36    | 5     |
| → Про Верчелли   | Итого            | Итого            | 36        | 5         | 0     | 0     | —          | —          | 36    | 5     |
| → Фрозиноне      | Серия B          | 2021/22          | 31        | 9         | 1     | 0     | —          | —          | 32    | 9     |
| → Фрозиноне      | Итого            | Итого            | 31        | 9         | 1     | 0     | —          | —          | 32    | 9     |
| Наполи           | Серия А          | 2022/23          | 4         | 0         | 0     | 0     | 3          | 0          | 7     | 0     |
| Наполи           | Итого            | Итого            | 4         | 0         | 0     | 0     | 3          | 0          | 7     | 0     |
| Всего за карьеру | Всего за карьеру | Всего за карьеру | 114       | 17        | 4     | 1     | 3          | 0          | 121   | 18    |

### Сборная
| Италия | Италия | Италия |
| Год    | Игры   | Голы   |
| ------ | ------ | ------ |
| 2022   | 1      | 0      |
| Всего  | 1      | 0      |

| № | Дата        | Оппонент | Счёт | Голы | Ассисты | Карточки | Минуты   | Соревнование                   |
| - | ----------- | -------- | ---- | ---- | ------- | -------- | -------- | ------------------------------ |
| 1 | 7 июня 2022 | Венгрия  | 2:1  | —    | —       | —        | 6'( 84') | Лига наций 2022/23(А-группа 3) |

Итого: сыграно матчей: 1 / забито голов: 0; победы: 1, ничьи: 0, поражения: 0.

## Тренеры
| В клубах - Маурицио Сарри (03.2017—07.2018, «Наполи») - Джовани Лопес (07.2018—11.2018, «Витербезе») - Стефано Соттиль (11.2018—01.2019, «Витербезе») - Антонио Калабро (01.2019—04.2019, «Витербезе») - Пино Риголи (04.2019—06.2019, «Витербезе») - Франческо Модесто (07.2019—01.2020 «Чезена»; 07.2020—06.2021, «Про Верчелли») - Вильям Виалли (01.2020—06.2020, «Чезена») - Фабио Гроссо (07.2021—06.2022, «Фрозиноне») - Лучано Спаллетти (07.2022-н. в., «Наполи») | В сборных - Роберто Манчини (06.2022—н. в., сборная Италии) |